# Denksportcentrum

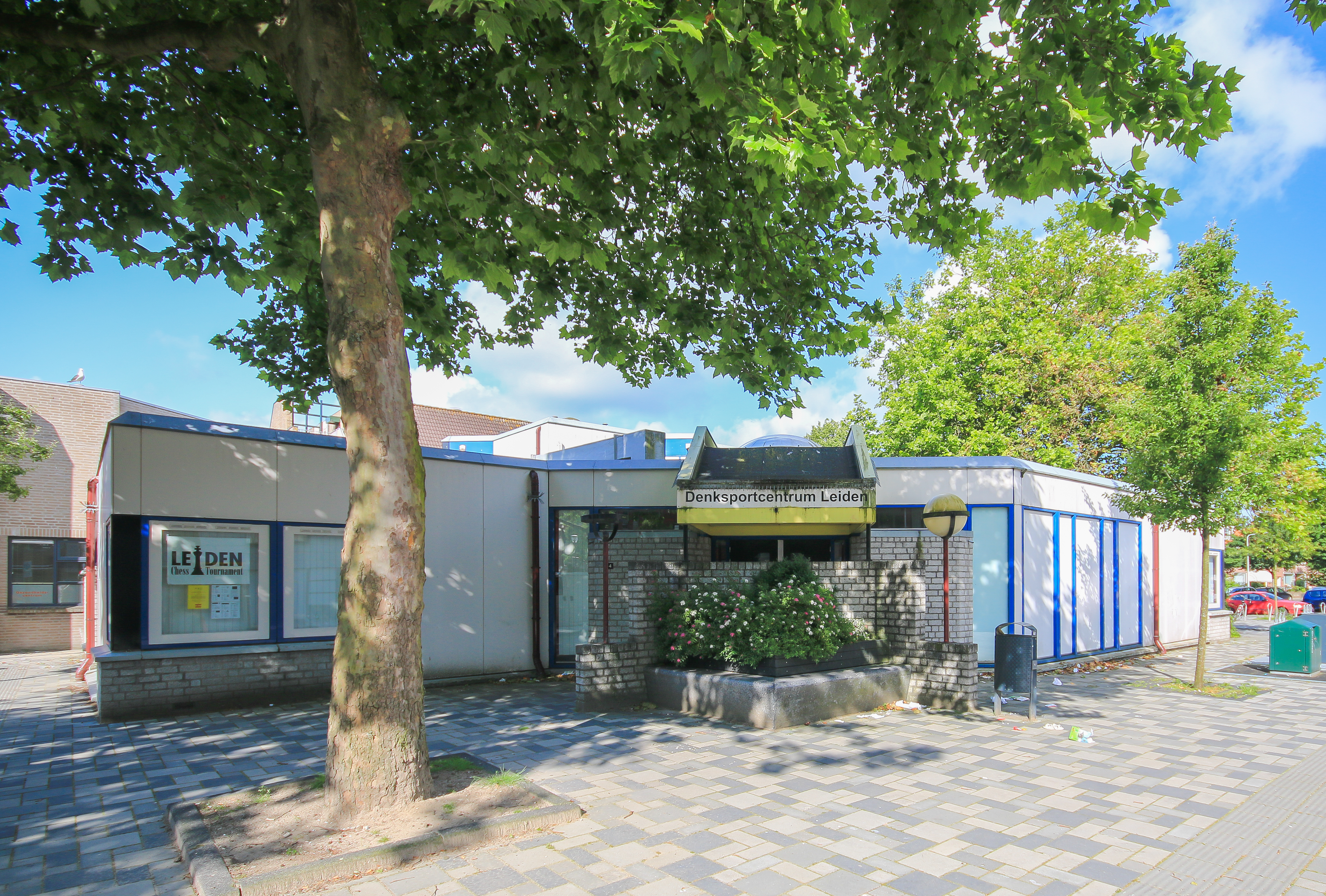
Het Denksportcentrum Leiden

Een denksportcentrum is een zalencentrum waar denksporten zoals schaken, dammen, bridge, go en mahjong kunnen worden beoefend.

## Algemeen
Denksportcentra hebben een aantal functies. Ten eerste bieden zij speellokalen voor verenigingsbijeenkomsten van bijvoorbeeld schaakverenigingen en damverenigingen. Ten tweede bieden de centra de mogelijkheid tot het organiseren van toernooien en competities. Ten derde faciliteert het denksportcentrum het geven van trainingen en cursussen. Denksportcentra hebben een bar waar consumpties kunnen worden besteld.
Om leegstand zoveel mogelijk te voorkomen kunnen vaak ook anderen dan de vaste gebruikers zalen huren voor bijeenkomsten of vergaderingen. Het geven van feesten is over het algemeen niet toegestaan. 

### Exploitatie
Denksportcentra in Nederland worden doorgaans geëxploiteerd door een onafhankelijke stichting of een vereniging en worden draaiende gehouden door vrijwilligers. Vaak zitten er vertegenwoordigers van de deelnemende denksportverenigingen in het bestuur van het denksportcentrum. De schaakvereniging En Passant uit Bunschoten-Spakenburg is de enige denksportvereniging in Nederland met een denksportcentrum in eigen beheer.

### Locaties
De meeste denksportcentra in Nederland zijn gevestigd in gebouwen die vroeger een andere bestemming hadden. Zo was het Denksportcentrum Leiden vroeger een bibliotheek, en was het Europees Go Centrum vroeger een telefooncentrale. In sommige gevallen is ook sprake van nieuwbouw, zoals bijvoorbeeld in Gouda.
Meestal is de stichting die het denksportcentrum exploiteert de eigenaar van het gebouw. Soms is er een huurconstructie waarbij het gebouw wordt gehuurd van de gemeente.

### Financiën
Denksportcentra bedruipen zichzelf door drie belangrijke geldstromen:
- Zaalverhuur aan verenigingen
- Zaalverhuur aan derden
- Baromzet

Soms wordt ook door subsidie van gemeenten of sportbonden, of door sponsoring van bedrijven of giften.

## Lijst van denksportcentra in Nederland
Dit overzicht is mogelijk incompleet; u kunt helpen door het uit te breiden.
- Amsterdamsch Schaakhuis (1936-1967)
- Denksportcentrum Amersfoort
- Denksportcentrum Apeldoorn
- Denksportcentrum Bussum
- Denksportcentrum De Kaers, Huizen
- Denksportcentrum En Passant, Bunschoten-Spakenburg
- Denksportcentrum Jannes van der Wal, Groningen
- Denksportcentrum Leiden
- Denksportcentrum Rotterdam
- Max Euwe Schaakhuis, Amsterdam (1939-1976)
- NDC Den Hommel, Utrecht
- Nationaal Schaakgebouw, Den Haag
- Europees Go Centrum, Amstelveen (1991-2019)

## Denksportcentra in het buitenland
- Denksport Centrum (Paramaribo)